# Формула-БМВ
Фо́рмула-БМВ — юниорский автогоночный чемпионат одноместных болидов. Он находится на нижней ступени престижности автоспорта, наряду с уже созданной Формулой-Форд. Так же как и в Формуле-Форд, чемпионат предназначен для перехода гонщиков из картинга, чтобы они получили свой первый опыт. Новая серия была создана компанией BMW Motorsport в 2001 году. Первый чемпионат стартовал в Германии в 2002 году. Некоторые участники участвуют в конце сезона во всемирном финале, где в награду за победу предоставляют участие в тестах Формулы-1.
С 2011 года BMW прекратила поддержку европейской и тихоокеанской серий в пользу Formula BMW Talent Cup, который стал последним чемпионатом Формулы-БМВ и завершился после сезона 2013 года.

## Начало
BMW имеет опыт в формульных гонках, в качестве успешного поставщика двигателей для Формулы-2 и менее успешно для Формулы-3 в 1970-х. В рамках программы европейского чемпионата Ф2, которая проходила с 1973 по 1981 год, они заработали шесть титулов в сотрудничестве с автогоночной компанией March. Компания завершила своё выступление после появления в Формуле-1 в 1980-х.
BMW вернулось в юниорские категории в Германии в 1991, в качестве поставщика моторов для Формулы-ADAC. Первым чемпионом стал Кристиан Абт. В 2001 году руководство BMW решило расширить влияние на серию, ADAC отдала основу, но BMW Motorsport разработало свои правила и сделала новые шасси. Дебют новой серии состоялся на трассе Хоккенхаймринг в апреле 2002.
Наиболее примечательной командой серии была Team Rosberg, основанная бывшим пилотом и чемпионом Формулы-1 Кеке Росбергом, которая принимала участие в серии Формула-БМВ ADAC в 1999 и продолжила участие в новом чемпионате. Команда взяла к себе сына Кеке, Нико, где он взял титул в дебютном сезоне. В 2006 году Нико Росберг дебютировал в Формуле 1.
Формула-БМВ проходила в виде четырёх чемпионатов на трёх континентах. Вслед за немецкой серии был создан восточноазиатский чемпионат в 2003, серии в Великобритании и США были запущены в следующем году. Британская и немецкая серия были объединены в европейскую в 2008.

## Обзор
Участники обучаются по программе образования и тренировки BMW Motorsport, которые преподаются в двух гоночных центрах Формулы-БМВ на трассе Валенсия в Испании и на международной трассе Бахрейна в , Бахрейна. Центры проводят курсы гоночного вождения, настроек шасси, фитнеса и здорового питания, медиаменеджмента и поиска спонсоров.
Для выступления в Формуле-БМВ, пилоту должно быть как минимум 15 лет и отсутствие опыта выступления в других международных сериях кроме картинга. Также пилоты должны обладать международной гоночной лицензией не выше категории C. (Международные гоночные лицензии FIA идут от D до A, а также есть суперлицензия которая по классификации находится выше класса A.) Участники должны получить лицензию на выступление в одном из гоночных центров.
BMW также обеспечивает ежегодное обучение для пяти молодых пилотов в каждом чемпионате, для тех кому от 15 до 18 лет, которое специально отбираются. Каждому гонщику обеспечивается бюджет £35,000 в Великобритании, $50,000 в Азии и $40,000 в США.

## Техническая информация
Формулу-БМВ иногда относят к формуле «сликов и антикрыльев», что подразумевает использование сликов и низкорасположенных передних и задних антикрыльев. Благодаря антикрыльям болиды развивают большую скорость, чем в Формуле-Форд, где они не используются и сравнимо с Формулой-Рено и обеспечивает пилотам первый опыт использования болидов с подобной аэродинамикой.
Формула-БМВ является формулой «контроля». Этот термин обозначает что в серии ограниченное количество поставщиков оборудования. Обычно в таких сериях одно шасси, один двигатель и монопольный поставщик шин и топлива. Переделки в шасси и моторе не разрешены и это проверяется специальной комиссией. В Формуле-БМВ разрешено менять передаточное значение, настройки подвески, баланс тормозов и угол атаки антикрыльев. Двигатели запечатаны, чтобы избежать нелегальных доработок и обслуживаются Schnitzer Motorsport.
Подразделение BMW — Designworks/USA работает над дизайном болидов совместно с французским конструктором шасси Mygale, который ответственен за производство . В результате разработанное шасси FB02, является компактным, монокок сделан из фиброкарбона и соответствует всем стандартам международной автомобильной федерации (главный контролирующий орган автоспорта). Шасси делается из кевларового композита. Длина болида равна 3.975 м, это больше чем Формула-Форд 1600, и ненамного меньше Формулы-Рено 2000.
Двигатели поставляет мотоциклетное подразделение BMW: приближенные к стандартам четырёхцилиндрового двигателя K1200RS, объём которого равен 1171 cc и мощность которого равна 140 лошадиным силам. Используются литые диски сцепления и шестискоростная полуавтоматическая коробка передач предоставленная компанией Hewland. Весь болид весит 455 кг без топлива и гонщика.

## Регламент
В качестве контроля за стоимостью участия в серии в Формуле-БМВ, как и в других сериях лимитировано количество тестов. Во время сезона у команд и пилотов ограниченное количество тестовых дней, стоимость которых возмещают организаторы серии. Командам разрешено проводить тесты только на тех трассах, на которых не проходят этапы чемпионата. Бортовые регистрирующие устройства используются, чтобы контролировать каждую команду между уик-эндов и пресекать возможные попытки нарушения правил.
Каждая гонка начинается с разогревочного круга позади автомобиля безопасности перед стартом. Во время этого гонщики должны идти строго на своей позиции и не выполнять опасных действий, таких как: проверка тормозов, чрезмерное перекрещивание траектории и проверку старта.

## Расписание уик-энда
Каждый уик-энд состоит из 40-минутной сессии свободных заездов, исключая этапы поддержки Гран-при Формулы-1, где расписание может меняться. Перед каждой гонкой проходит 20-минутная квалификационная сессия, в которой участники должны показать время в пределах 130 % от быстрейшего времени на круге чтобы стартовать в гонке. Если проходит всего лишь одна квалификационная сессия, второе лучшее время каждого пилота определяет каким он будет стартовать во второй гонке. Если квалификация не проходит, то место на старте определяется по положению в личном зачёте.
Минимальная дистанция каждой гонки равна 60 км, количество кругов гонки определяется по длине трассы. Если гонка продолжается больше 30 минут, то после завершения круга она останавливается. Если гонка заканчивается преждевременно, пилоты получают полностью очки если пройдено как минимум 75 % дистанции, если пройдено минимум 50 % то половину очков. Если гонка остановлена до середины дистанции, то она будет возобновлена когда это возможна. Система начисления очков представлена следующим образом:
| Место | 1  | 2  | 3  | 4  | 5 | 6 | 7 | 8 | 9 | 10 |
| Очки  | 20 | 15 | 12 | 10 | 8 | 6 | 4 | 3 | 2 | 1  |

Британский чемпионат состоит из десяти этапов, по две гонки в каждом этапе. Немецкий чемпионат ранее также состоял из десяти этапов, но был сокращён до девяти в 2006. Американский чемпионат состоит всего из семи этапов. Азиатский чемпионат немного отличается: ранее было семь этапов в каждом по две гонки, но сейчас шесть этапов и в каждом по четыре гонки. Меньшее количество этапов, но большее количество гонок помогают сократить транспортные издержки.

## Чемпионаты

### Германия
Формула-БМВ ADAC была санкционирована Allgemeiner Deutscher Automobil Club e.V., одной из самых известных европейских ассоциаций и проводилась в качестве гонки поддержки ДТМ. Она сразу же стала популярной среди пилотов и команд и в дебютный сезон привлекла 32 участника. Начиная с 2004, чемпионат ADAC стал гонкой поддержки Гран-при Европы на трассе Нюрбургринг.
Чемпион 2002 года Нико Росберг перешёл в легендарную команду Формулу-1 Williams в 2006, а чемпион 2004 года Себастьян Феттель стал тест-пилотом BMW Sauber в том же году. Чемпионат 2005 года завершился в апелляционном суде, где швейцарец Себастьен Буэми был наказан 60-секундным пенальти за опасное вождение. В итоге титул перешёл Нико Хюлькенбергу. В ближайшее время, некоторые гонщики также получили 30-секундное пенальти. Чемпион 2006 года Кристиан Фиторис, доминировал на всемирном финале где он заработал поул-позицию, финишировал первым в трёх квалификационных заездах, и выиграл гонку.

### Азия
Формула-БМВ Азия второй созданный чемпионат. Он был представлен менеджментом Motorsport Asia Limited в 2003 году, и функционально заменил Азиатскую Формулу-2000. Его создания является одним из показателей роста популярности автогонок в Азии. Соревнования проходили на трассах Сепанг в Малайзии; Бира в Таиланде; Сентул в Индонезии; Шанхай, Чжухай, Пекин в Китае, Макао и Сингапур.

### США
Традиции американских гонок сток-каров поддерживаются включением овальных треков и трасс с естественным покрытием, которые позволяют американским пилотам начать свою карьеру в сериях с открытыми колёсами. Экспансия Формулы-БМВ на американскую автогоночную сцену выдалась трудной, но успешной. Поскольку увеличилось число американских гонщиков мечтающих попасть в Формулу-1 (более чем NASCAR). Эта серия позиционируется в качестве ступени между картингом и Формулой-Форд 2000. Серия санкционирована IMSA и проходит в рамках гонок поддержки ALMS, Champ Car, Grand-Am, Indy Racing League и Гран-при Формулы-1. В эти Гран-при входит Канада и США.

### Великобритания
У Великобритании есть длительная история национального автоспорта и в ней было мало представлено серий такого рода. В 2004 была сформирована Формула-БМВ Великобритания, которая базировалась на правилах Формулы-Форд и Формулы-Рено и шла вместе с такими маленькими сериями как «Формула-Зип». Однако, по сравнению с другими чемпионатами БМВ, британская серия быстро добилась успеха. В дебютном сезоне приняло участие 25 команд, а уже в следующем 2005 году их количество увеличилось до 28. Бывший чемпион CART и Формулы-1 Найджел Мэнселл привёл в эту серию своих сыновей Лео и Грэга, которые начали свою карьеру в 2006. Также Найджел помогает образовательной программе БМВ. В 2007 было объявлено что это будет последний год британской серии, поскольку она будет объединена с немецкой серией в европейский чемпионат, Маркус Эрикссон из Швеции стал последним чемпионом серии.

## Чемпионы
| Чемпионы Формулы-БМВ, начиная с 2002 года | Чемпионы Формулы-БМВ, начиная с 2002 года | Чемпионы Формулы-БМВ, начиная с 2002 года | Чемпионы Формулы-БМВ, начиная с 2002 года | Чемпионы Формулы-БМВ, начиная с 2002 года | Чемпионы Формулы-БМВ, начиная с 2002 года | Чемпионы Формулы-БМВ, начиная с 2002 года | Чемпионы Формулы-БМВ, начиная с 2002 года | Чемпионы Формулы-БМВ, начиная с 2002 года | Чемпионы Формулы-БМВ, начиная с 2002 года |
| Год                                       | Чемпионат                                 | Пилот                                     | Команда                                   | Старты                                    | Победы                                    | Поулы                                     | Б/круги                                   | Очки                                      |                                           |
| ----------------------------------------- | ----------------------------------------- | ----------------------------------------- | ----------------------------------------- | ----------------------------------------- | ----------------------------------------- | ----------------------------------------- | ----------------------------------------- | ----------------------------------------- | ----------------------------------------- |
| 2013                                      | Кубок талантов                            | Робин Ханссон                             | n/a                                       |                                           |                                           |                                           |                                           |                                           |                                           |
| 2012                                      | Кубок талантов                            | Марвин Динст                              | n/a                                       |                                           |                                           |                                           |                                           |                                           |                                           |
| 2011                                      | Кубок талантов                            | Штефан Вакербауэр                         | n/a                                       |                                           |                                           |                                           |                                           |                                           |                                           |
| 2010                                      | Азия                                      | Ричард Брэдли                             | Eurasia Motorsport                        | 15                                        | 7                                         | 2                                         | 3                                         | 217                                       |                                           |
| 2010                                      | Европа                                    | Робин Фряйнс                              | Josef Kaufmann Racing                     | 16                                        | 6                                         | 3                                         | 3                                         | 383                                       |                                           |
| 2009                                      | Азия                                      | Рио Харьянто                              | Team Meritus                              | 15                                        | 11                                        | 7                                         | 9                                         | 250                                       |                                           |
| 2009                                      | Европа                                    | Фелипе Наср                               | EuroInternational                         | 16                                        | 5                                         | 6                                         | 6                                         | 392                                       |                                           |
| 2009                                      | Америка                                   | Габриэль Чавес                            | EuroInternational                         | 14                                        | 5                                         | 3                                         | 1                                         | 235                                       |                                           |
| 2008                                      | Азия                                      | Росс Джеймиссон                           | Team Meritus                              | 16                                        |                                           |                                           |                                           | 222                                       |                                           |
| 2008                                      | Европа                                    | Эстебан Гутьеррес                         | Josef Kaufmann Racing                     | 16                                        | 7                                         | 2                                         | 9                                         | 353                                       |                                           |
| 2008                                      | Америка                                   | Александр Росси                           | EuroInternational                         | 17                                        | 11                                        | 10                                        | 10                                        | 249                                       |                                           |
| 2007                                      | Германия                                  | Йенс Клингманн                            | Eifelland Racing                          | 18                                        | 9                                         | 7                                         | 8                                         | 699                                       |                                           |
| 2007                                      | Азия                                      | Джаземан Джафар                           | CIMB Qi-Meritus                           | 22                                        | 10                                        | 0                                         | 5                                         | 768                                       |                                           |
| 2007                                      | США                                       | Даниэль Морад                             | EuroInternational                         | 14                                        | 6                                         | 2                                         | 4                                         | 523                                       |                                           |
| 2007                                      | Великобритания                            | Маркус Эрикссон                           | Fortec Motorsport                         | 18                                        | 7                                         | 11                                        | 6                                         | 676                                       |                                           |
| 2006                                      | Германия                                  | Кристиан Фиторис                          | Josef Kaufmann Racing                     | 18                                        | 9                                         | 9                                         | 3                                         | 277                                       |                                           |
| 2006                                      | Азия                                      | Эрл Бамбер                                | Team Meritus                              | 19                                        | 10                                        | 3                                         | 5                                         | 290                                       |                                           |
| 2006                                      | США                                       | Роберт Викенс                             | EuroInternational ¹                       | 14                                        | 3                                         | 3                                         | 3                                         | 149                                       |                                           |
| 2006                                      | Великобритания                            | Ниалл Брин                                | Fortec Motorsport                         | 20                                        | 9                                         | 8                                         | 4                                         | 304                                       |                                           |
| 2005                                      | Германия                                  | Нико Хюлькенберг                          | Josef Kaufmann Racing                     | 20                                        | 8                                         | 9                                         | 6                                         | 287                                       |                                           |
| 2005                                      | Азия                                      | Сальман Аль Халифа ³                      | Team E-Rain                               | 14                                        | 6                                         | 7                                         |                                           | 172                                       |                                           |
| 2005                                      | США                                       | Ричард Филипп                             | Team Autotecnica                          | 14                                        | 3                                         | 6                                         | 5                                         | 151                                       |                                           |
| 2005                                      | Великобритания                            | Дин Смит                                  | Nexa Racing                               | 20                                        | 3                                         | 2                                         | 4                                         | 214                                       |                                           |
| 2004                                      | Германия                                  | Себастьян Феттель                         | ADAC Berlin-Brandenburg                   | 20                                        | 18                                        | 14                                        | 13                                        | 387                                       |                                           |
| 2004                                      | Азия                                      | Марчи Ли ³                                | Team Meritus                              | 14                                        | 12                                        |                                           |                                           | 250                                       |                                           |
| 2004                                      | США                                       | Андреас Вирт                              | HBR/Powerslide Motorsport                 | 14                                        | 4                                         | 2                                         | 5                                         | 201                                       |                                           |
| 2004                                      | Великобритания                            | Тим Бридгман                              | Private entry ²                           | 20                                        | 3                                         | 1                                         | 3                                         | 230                                       |                                           |
| 2003                                      | Германия                                  | Максимилиан Гётц                          | ADAC Berlin-Brandenburg                   | 20                                        | 6                                         | 4                                         | 6                                         | 259                                       |                                           |
| 2003                                      | Азия                                      | Тун Хопинь ³                              | Team Meritus                              | 14                                        | 10                                        | 12                                        |                                           | 225                                       |                                           |
| 2002                                      | Германия                                  | Нико Росберг                              | VIVA Racing/Team Rosberg                  | 20                                        | 9                                         | 2                                         | 1                                         | 264                                       |                                           |

¹ Роберт Викенс начал сезон вместе с командой Apex Racing USA, но перешёл в EuroInternational.

² Тим Бридгман выступал в частной команде принадлежащей его семье

³ Некоторые данные об азиатской серии недоступны.

## Гонка чемпионов
В 2005 было устроено соревнование в рамках Гонки чемпионов на стадионе Стад де Франс в Париже. BMW пригласила четырёх гонщиков из каждого чемпионата: канадца Роберта Викенса из американской серии; Нико Хюлькенберга из немецкой; Дина Смета из британской; и бахрейнец Сальман Аль Халифа из Азиатского чемпионата. Викенс был новичком года США в 2005 году, и в борьбе с чемпионами других серий одержал победу.

### Комментарии
1. ↑  Гонки Формула-БМВ проходили отдельными чемпионатам в разных частях света. В разное время существовали такие серии как (Европейская формула БМВ, Немецкая формула БМВ, Британская формула БМВ, Азиатская формула БМВ, Тихоокеанская формула БМВ, Американская формула БМВ, Формула БМВ — США, Мировой финал Формулы БМВ, Юниорский кубок и Кубок талантов Формулы-БМВ).
2. ↑  Ещё один пилот выступал вне зачёта.
3. ↑  Обе команды стали победителями в сезоне 2010 года. Последнее командное первенство было в 2010 году, в 2013 командного первенства не было.